# Висман, Хенк
Хенк Висман (нидерл. Henk Wisman; 19 мая 1957, Амстердам) — нидерландский футбольный тренер, с 2008 года по 2011 год возглавлял клуб «Алмере Сити».

## Биография

### Клубная карьера
Воспитанник футбольной академии амстердамчского «Аякса», но в основную команду клуба так и не попал. После восьми лет проведённых в «Аяксе», Висман в 1975 году перешёл в клуб «Амстердам». Выступал за «Амстердам» в течение пяти сезонов, в 1979 году перешёл в клуб «Амерсфорт». Спустя сезон перешёл в любительский клуб «Зварте Схапен» из Амстердама. В 1981 году завершил игровую карьеру.

### Тренерская карьера
После завершении игровой карьеры возглавил любительский клуб «Зварте Схапен», в котором ранее выступал. Висман в течение 19 лет тренировал любительские клубы, такие как ДВС, «Зилвермеуэн», «Зебюргиа», «Алсмер», «Квик Бойс» и «Рейнсбюргсе Бойс». В 2000 году Висман возглавил профессиональный клуб «Волендам», который выступал во втором дивизионе Нидерландов. Под его руководством клуб в 2003 году смог вернуться в элитный дивизион. В сезоне 2003/2004 «Волендам» занял 17 место, а Висман по итогам неудачного сезона покинул клуб.
В 2004 году Висман стал главным тренером клуба «Ден Босх», который в сезоне 2004/2005 занял последнее 18 место в чемпионате. В мае 2005 года стал главным тренером сборной Армении, параллельно тренировал клуб «Пюник». Под руководством Висмана сборная провела восемь матчей, одержав одну победу и ничью, а также потерпев восемь поражений. 7 апреля 2006 года Висман был уволен. С «Пюником» добился больших успехов, клуб в 2005 году стал чемпионом Армении. В 2006 году Висман вернулся в Нидерланды и стал тренером любительского клуба «Тер Леде». В 2007 году возглавил клуб «Фортуна» Ситтард. В декабре 2007 года был уволен, а спустя несколько месяцев возглавил «Алмере Сити».